# Vulkaankonijn
Het vulkaankonijn (Romerolagus diazi), in Mexico bekend als teporingo of zacatuche, is een klein konijn dat in de bergen van Mexico leeft. Het is, na het dwergkonijn, het op een na kleinste konijn ter wereld.

## Kenmerken
Dit kortharig konijn heeft kleine afgeronde oren en relatief korte poten. De bovenpels is voorzien van gele en zwarte haren. De lichaamslengte bedraagt 23 tot 32 cm, de staartlengte 1 tot 3 cm en het gewicht 375 tot 600 gram.

## Leefwijze
Anders dan veel konijnensoorten (en net als veel fluithazen) maakt het vulkaankonijn erg hoge geluiden om andere konijnen te waarschuwen voor gevaar, in plaats van te stampen met zijn poten. Het is een in groepsverband levend nachtdier en erg actief vanaf de schemering tot aan de dageraad. Het vulkaankonijn leeft in groepen van twee à vijf dieren in een hol. Zijn voedsel bestaat voornamelijk uit lange grassen. In 1969 leefden er tussen de 1000 en 1200 in het wild.

## Verspreiding
Deze soort komt voor in naaldbossen en open habitats op vulkaanhellingen in centraal Mexico.

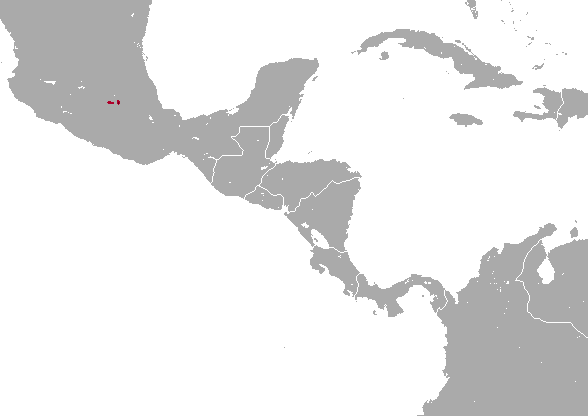
Verspreidingsgebied van het vulkaankonijn